# Motor Lublin (piłka nożna) w sezonie 1958
Sezon 1958 był dla Motoru Lublin 5. sezonem na trzecim szczeblu ligowym. W osiemnastu rozegranych spotkaniach, Motor zdobył 21 punktów i zajął piąte miejsce w tabeli. 

## Przebieg sezonu
W sezonie 1958 w składzie Motoru występowali głównie bramkarze Mołda i rezerwowy Matraszek oraz zawodnicy z pola: Brzozowski, Chodoń, Majewski, Dworakowski, Muciek, Walas (kapitan zespołu), Dudziak, A. Pieszek, Lipczyński, Mrówczyński, Piróg, Drzewiecki, Jezierski, Barszczewski, Filozof, B. Pieszek. 11 maja w meczu reprezentacji Lublina i Opola, rozegranym na stadionie Lublinianki, wystąpiło dwóch piłkarzy Motoru: Dudziak i Jezierski. 22 czerwca podczas przerwy w rozgrywkach ligowych, Motor rozegrał mecz sparingowy z KSZO Ostrowiec Świętokrzyski, który zakończył się porażką lubelskiego zespołu 2:4.
W rundzie jesiennej stanowisko trenera Motoru objął Leon Kozłowski. 21 sierpnia miało miejsce spotkanie towarzyskie pomiędzy Motorem a liderem kieleckiej ligi okręgowej Granatem Skarżysko-Kamienna. Mecz rozegrany na Wieniawie zakończył się zwycięstwem gości 2:0. 9 września członkowie zarządu RKS Motor wyrazili zgodę na połączenie się z Lublinianką. Do fuzji jednak nie doszło.

## Mecze ligowe w sezonie 1958
| Data             | Przeciwnik       | D/W | Miejsce             | Wynik M/P | Strzelcy                                                              | Źródło        |
| ---------------- | ---------------- | --- | ------------------- | --------- | --------------------------------------------------------------------- | ------------- |
|                  |                  |     |                     |           |                                                                       |               |
| RUNDA WIOSENNA   |                  |     |                     |           |                                                                       |               |
|                  |                  |     |                     |           |                                                                       |               |
| 29 marca 1958    | Unia Lublin      | W   | Stadion Lublinianki | 0:2       |                                                                       | [ 10 ]        |
| 12 kwietnia 1958 | Avia Świdnik     | D   | Stadion Lublinianki | 2:2       | Filozof 34', Drzewiecki 56'                                           | [ 11 ] [ 12 ] |
| 20 kwietnia 1958 | Gwardia Chełm    | W   | Chełm               | 4:0       | Filozof ?', Pieszek ?', Jezierski ?', bramka sam. ?'                  | [ 13 ]        |
| 27 kwietnia 1958 | Hetman Zamość    | W   | Zamość              | 1:3       | Jezierski 78'                                                         | [ 14 ] [ 15 ] |
| 18 maja 1958     | Stal Kraśnik     | D   | Stadion Budowlanych | 5:1       | A. Pieszek 39', Leśniewski 44' (sam), Lipczyński ?', ?', Jezierski ?' | [ 16 ] [ 17 ] |
| 25 maja 1958     | Chełmianka Chełm | W   | Chełm               | 1:2       | brak danych                                                           | [ 18 ]        |
| 8 czerwca 1958   | KS Lublinianka   | W   | Stadion Lublinianki | 1:5       | Filozof 19'                                                           | [ 19 ]        |
| 15 czerwca 1958  | Orlęta Łuków     | D   | Stadion Lublinianki | 2:0       | Jezierski 45', Lipczyński ?'                                          | [ 20 ] [ 21 ] |
| 29 czerwca 1958  | Technik Zamość   | D   | Stadion Lublinianki | 1:3       | Lipczyński ?'                                                         | [ 22 ] [ 23 ] |
|                  |                  |     |                     |           |                                                                       |               |
| RUNDA JESIENNA   |                  |     |                     |           |                                                                       |               |
|                  |                  |     |                     |           |                                                                       |               |
| 19 lipca 1958    | Unia Lublin      | D   | Stadion Budowlanych | 2:1       | Barszczewski 36', 85'                                                 | [ 24 ] [ 25 ] |
| 26 lipca 1958    | Avia Świdnik     | W   | Lubartów            | 2:1       | A. Pieszek 32', Barszczewski 34'                                      | [ 26 ] [ 27 ] |
| 2 sierpnia 1958  | Gwardia Chełm    | D   | Stadion Lublinianki | 2:1       | A. Pieszek 30', Drzewiecki 43'                                        | [ 2 ] [ 28 ]  |
| 9 sierpnia 1958  | Hetman Zamość    | D   | Stadion Budowlanych | 2:1       | Barszczewski 2', A. Pieszek 8'                                        | [ 3 ] [ 29 ]  |
| 17 sierpnia 1958 | Stal Kraśnik     | W   | Kraśnik             | 3:1       | Jezierski ?', ?', Pieszek ?', bramka sam. ?'                          | [ 30 ]        |
| 24 sierpnia 1958 | Chełmianka Chełm | D   | Stadion Budowlanych | 2:0       | Barszczewski ?', ?', Pieszek ?'                                       | [ 4 ]         |
| 30 sierpnia 1958 | KS Lublinianka   | D   | Stadion Budowlanych | 2:1       | Barszczewski 35', 75'                                                 | [ 31 ] [ 32 ] |
| 7 września 1958  | Orlęta Łuków     | W   | Łuków               | 0:4       |                                                                       | [ 33 ]        |
| 14 września 1958 | Technik Zamość   | W   | Zamość              | 1:3       | Barszczewski ?'                                                       | [ 34 ]        |

### Tabela lubelskiej ligi okręgowej
| Poz | Klub             | M  | Pkt | Bz | Bs |
| --- | ---------------- | -- | --- | -- | -- |
| 1.  | KS Lublinianka   | 18 | 25  | 36 | 18 |
| 2.  | Unia Lublin      | 18 | 23  | 43 | 17 |
| 3.  | Technik Zamość   | 18 | 23  | 37 | 24 |
| 4.  | Hetman Zamość    | 18 | 22  | 57 | 24 |
| 5.  | Motor Lublin     | 18 | 21  | 33 | 31 |
| 6.  | Stal Kraśnik     | 18 | 16  | 37 | 39 |
| 7.  | Gwardia Chełm    | 18 | 15  | 26 | 36 |
| 8.  | Orlęta Łuków     | 18 | 14  | 33 | 50 |
| 9.  | Chełmianka Chełm | 18 | 12  | 15 | 41 |
| 10. | Avia Świdnik     | 18 | 9   | 12 | 52 |

Poz – pozycja, M – rozegrane mecze, Pkt – punkty, Bz – bramki zdobyte, Bs – bramki stracone